# Jia Nailiang
Jia Nailiang (en chino: 贾乃亮, pinyin: Jiǎ Nǎi Liàng), es un actor y presentador chino.

## Biografía
Se graduó de la Academia de Cine de Pekín (en inglés: "Beijing Film Academy").
Habla con fluidez mandarín e inglés.
En marzo del 2012 se comprometió con su novia la actriz Li Xiaolu y la pareja se casó el 6 de julio del mismo año. Poco después el 23 de octubre del mismo año le dieron la bienvenida a su hija, Tian Xin (Jelena Jia). A principios del 2019 la pareja se divorció después de la infidelidad de Xiaolu.

## Carrera
Es miembro de la compañía "Huayi Brothers".
En 2003 se unió al elenco principal de la serie High Flying Songs of Tang Dynasty donde interpretó a Yin Menghe, .
En el 2004 se unió al elenco recurrente de la serie Warriors of the Yang Clan donde dio vida al general militar Yang Liulang, el sexto hijo del comandante Yang Ye (Ti Lung) y She Saihua (Angie Chiu).
En 2006 se unió al elenco recurrente de la serie Romance of Red Dust donde interpretó a Yang Xuangan, un oficial de la dinastía china Sui y el hijo del poderoso oficial Yang Su (Kent Cheng).
En septiembre del mismo año se unió al elenco recurrente de la serie Emerald on the Roof donde dio vida a Tang Shijie, el hijo de Tang Qishan (Zhang Guoli) y el hermanastro de Nian Zhong (Wallace Huo).
El 16 de junio del 2015 se unió al elenco principal de la serie Destined to Love You donde interpretó al apasionado y leal Xiang Hao, el hijo de la facción Ding Warlord, y un hombre justo, hasta el final de la serie el 11 de julio del mismo año.
El 27 de abril del 2016 se unió al elenco principal de la serie Magical Space-time donde dio vida a Han Ruofei, un hombre que luego de sufrir un atentado decide someterse a una cirugía plástica y cambia su nombre, y que tiene la habilidad de viajar en el tiempo al tomarse una selfie.
En junio del 2017 se unió al elenco recurrente de la serie Love at First Fight donde interpretó a Lin Chi, un hombre ingenuo pero responsable que sólo quiere vivir una vida sencilla como carpintero.
Ese mismo año apareció como invitado en el tercer episodio de la segunda temporada del programa de juegos Ace vs Ace junto a Sun Tao, Guo Da, Song Xiaobao, Yang Di, Cai Ming, Qiao Shan, Bai Kainan, Yu Yang, Eric Tsang, Amber Kuo, Mary Ma, Lu Zhengyu, Cai Guoqing, Wang Xun y Mao Amin.
En el 2018 se unió al elenco de la película The Faces of My Gene (祖宗十九代) donde interpretó a Wang Xiao'er, un artista de artes marciales.
El 15 de septiembre del 2019 se unirá al elenco principal de la serie Airborne Blade (también conocida como "Paratrooper Spirit") donde dará vida al soldado Zhang Qi.
Ese mismo año se unirá al elenco principal de la serie Romance with the Star donde interpretará a Su Xing.

## Filmografía

### Series de televisión
| Año             | Título                            | Personaje               | Notas                |
| --------------- | --------------------------------- | ----------------------- | -------------------- |
| 2020            | With You (Together)               | Ding Erhe               | 2 episodios          |
| 2019 - presente | Romance with the Star             | Su Xing                 |                      |
| 2019 - presente | Airborne Blade                    | Zhang Qi                |                      |
| 2019            | Pushing Hands                     | Liu Qingyang / Mei Heng | 47 episodios         |
| 2018            | Strategy                          | Shaobai                 | 60 episodios         |
| 2017            | Season Love                       | Xi Chichen              |                      |
| 2017            | Master Healing                    | Li Duan                 |                      |
| 2016            | Magical Space-time                | Han Ruofei              | 24 episodios         |
| 2016            | Housewife Detective               | Mao Xuyi                |                      |
| 2015            | Anti Japanese Hero Qu Jiguang     | Tang Xinzhi             |                      |
| 2015            | Ice and Fire of Youth             | Jiang Yan               |                      |
| 2015            | Destined to Love You              | Xiang Hao               | 44 episodios         |
| 2014            | 50 First Dates                    | Jiang Minliang          |                      |
| 2014            | Accoucheur                        | Zuo You                 |                      |
| 2013            | Home With Happy Wife              | Man Yi                  |                      |
| 2013            | Best Time                         | Song Yi                 |                      |
| 2012            | The Young Couple                  | Liu Dong                |                      |
| 2012            | Rules Before A Divorce            | Wang Minxuan            |                      |
| 2012            | The Girls                         | Gao Fushuai             | (aparición especial) |
| 2012            | The Undercover Team               | Mai Xiaolong            |                      |
| 2011            | Family Property                   | Gu Yaoting              |                      |
| 2011            | My Mother and My Mother-in-Law    | Chen Dake               |                      |
| 2011            | Take What to Save You, My Love    | Han Ding                |                      |
| 2010            | I Need a Home                     | Fang Yishan             |                      |
| 2010            | Bridge of Life and Death          | Tang Huaiyu             |                      |
| 2010            | You Are My Home                   | Qin Yan                 |                      |
| 2009            | Chuntao's War                     | Er Hu                   |                      |
| 2009            | Burning Rose                      | Luo Zheng               |                      |
| 2008            | A Hundred Things about Life       | Zhao Yongli             |                      |
| 2007            | Snow on Fire                      | Wen Jie                 |                      |
| 2007            | Silent Tears                      | Zhang Zihua             |                      |
| 2007            | Love at First Fight               | Lin Chi                 |                      |
| 2007            | In the Name of Love               | Zhou Liseng             |                      |
| 2006            | Romance of Red Dust               | Yang Xuangan            |                      |
| 2006            | Emerald on the Roof               | Tang Shijie             |                      |
| 2006            | Beautiful Decibels                | Zheng Yutai             |                      |
| 2006            | Sculpting in Time                 | Liang Feng              |                      |
| 2005            | Fire                              | Zhou Shuilong           |                      |
| 2004            | Stars                             | Wang Chongguang         |                      |
| 2004            | Warriors of the Yang Clan         | Yang Liulang            |                      |
| 2003            | High Flying Songs of Tang Dynasty | Yin Menghe              | 36 episodios         |
| 2002            | Holiday in Beijing                | Mu Mu                   |                      |

### Películas
| Año  | Título                            | Personaje         | Notas                                                                                           |
| ---- | --------------------------------- | ----------------- | ----------------------------------------------------------------------------------------------- |
| 2019 | SWAT                              | -                 | junto a Leon Zhang, Ling Xiaosu y Gina Gin                                                      |
| 2018 | The Faces of My Gene              | Wang Xiao'er      | junto a Yue Yunpeng, Lin Chi-ling, Wu Xiubo, Wu Jing, Wang Baoqiang, Dong Chengpeng y Sandra Ng |
| 2017 | Once Upon a Time in the Northeast | Cheng Libing      | junto a Ma Li, Wang Xun, Liang Chao, Yu Yang, Qu Jingjing y Eric Tsang                          |
| 2013 | Striving in Beijing with Love     | Ling Jun          |                                                                                                 |
| 2009 | Evening of Roses                  | Ye Meijia         | junto a Ruby Lin, Wallace Chung, Ma Tianyu y Ni Hongjie                                         |
| 2006 | The 601st Phone Call              | exnovio de Yi Shu | junto a Zhou Bichang                                                                            |

### Apariciones en programas
| Año         | Programa                     | Notas                                   |
| ----------- | ---------------------------- | --------------------------------------- |
| 2021        | Ace vs Ace Season 6          | invitado                                |
| 2019        | Go Fighting!                 | 5 episodios - invitado                  |
| 2019        | Ha-ha Farmer (哈哈农夫)      |                                         |
| 2017        | Ace vs Ace                   | (ep. #2.03) - invitado                  |
| 2015, 2017  | Happy Camp                   | 4 episodios - invitado                  |
| 2017        | PhantaCity                   | (ep. #2) - invitado                     |
| 2017        | Beat The Champions: Season 2 | 12 episodios - miembro y co-presentador |
| 2015 - 2016 | Run for Time                 | miembro                                 |
| 2014 - 2015 | Dad Is Back                  | miembro                                 |

### Revistas / sesiones fotográficas
| Año  | Título             | Notas                                         |
| ---- | ------------------ | --------------------------------------------- |
| 2019 | Bazaar Film - SWAT | junto a Ling Xiaosu, Leon Zhang y Liu Junxiao |

### Anuncios
| Año | Título                 | Notas |
| --- | ---------------------- | ----- |
| -   | Nescafe                |       |
| -   | Motorola               |       |
| -   | Kelon Air Conditioners |       |
| -   | Samsung Headphones     |       |
| -   | China Unicom           |       |
| -   | China Telecom          |       |

## Discografía
| Año  | Canción                 | Álbum                      | Notas    |
| ---- | ----------------------- | -------------------------- | -------- |
| 2008 | "Hao Xiong Di" (好兄弟) | OST de "Ren Sheng Bai Shi" | (cierre) |

## Premios y nominaciones
| Año  | Categoría                       | Premio            | Trabajo                     | Resultado |
| ---- | ------------------------------- | ----------------- | --------------------------- | --------- |
| 2012 | Best Actor (Contemporary Drama) | 8th Huading Award | My Mom and My Mother-in-Law | Ganó      |